# Jessica Kemejuk
Jessica Blythe Kemejuk (ukrainisch Джессіка Блайт Кемеджук/Dzhessika Blayt Kemedzhuk; russisch Джессика Блайт Кемеджук/Dzhessika Blayt Kemedzhuk) ist eine US-amerikanische Schauspielerin und Model.

## Leben
Kemejuk wuchs in Los Angeles, Kalifornien auf. Ihr Vater ist russisch-ukrainischer Herkunft, ihre Mutter ist Japanerin. Sie ist mit Japanisch bilingual aufgewachsen. Seit 2008 arbeitet sie als Fotomodel und hatte schon Aufträge für Under Armour oder Samsung. Seit März 2016 ist sie mit dem Schauspieler Travis Van Winkle liiert.
Sie gab 2008 ihr Schauspieldebüt in einer Episode der Fernsehserie Numbers – Die Logik des Verbrechens. 2009 hatte sie eine Besetzung im Kurzfilm A Thousand Times Goodnight, der am 13. Mai 2009 auf dem Hollywood Short Film Festival uraufgeführt wurde. Von 2009 bis 2010 wirkte sie in der Fernsehserie Zeit der Sehnsucht mit. In den nächsten Jahren folgten Rollen in Filmen und einzelnen Episoden verschiedener US-amerikanischer Fernsehserien.

## Filmografie (Auswahl)
- 2008: Numbers – Die Logik des Verbrechens (NUMB3RS, Fernsehserie, Episode 5x09)
- 2009: A Thousand Times Goodnight (Kurzfilm)
- 2009–2010: Zeit der Sehnsucht (Days of Our Lives, Fernsehserie, 3 Episoden)
- 2010: The Seminarian
- 2011: Hide
- 2012: The Hi-Life (Fernsehserie, Episode 1x01)
- 2014: Ru
- 2015: Studio City (Fernsehfilm)
- 2015: Dinner and Drinks (Fernsehserie, Episode 1x01)
- 2016: ToY – Liebe hilft Wunden heilen (ToY)
- 2016: Forced to Kill
- 2016: Saltwater: Atomic Shark (Saltwater, Fernsehfilm)
- 2018: Glimpse (Fernsehserie, Episode 1x06)
- 2018: Washed Up (Fernsehfilm)